# Barry Lyndon
Barry Lyndon ist ein britisch-amerikanischer Historienfilm des Regisseurs Stanley Kubrick aus dem Jahr 1975. Der US-amerikanische Filmemacher schrieb zudem das Drehbuch und produzierte den in England, Irland, der Bundesrepublik Deutschland und der DDR gedrehten Kinofilm. Kubricks Werk basiert auf dem 1844 veröffentlichten Roman Die Memoiren des Junkers Barry Lyndon des britischen Schriftstellers William Makepeace Thackeray.  
Im Zentrum der Handlung stehen Aufstieg und Fall eines irischen Emporkömmlings im 18. Jahrhundert in der Zeit vom Siebenjährigen Krieg bis zum Beginn der Französischen Revolution. Der zunächst als Redmond Barry eingeführte Protagonist muss aufgrund eines fingierten Duells seine Heimat verlassen. Nach einigen unfreiwilligen Kriegsabenteuern kann er durch die Heirat mit der verwitweten Lady Lyndon einen Platz im englischen Adel einnehmen und sich fortan Barry Lyndon nennen. Durch persönliches Fehlverhalten verliert er jedoch wieder seine gesellschaftliche Stellung und muss ein von Schicksalsschlägen und Erfolglosigkeit geprägtes Leben weiterführen. Die Titelfigur wird von Ryan O’Neal verkörpert, Marisa Berenson spielt Lady Lyndon. 
Bei Herstellungskosten in Höhe von 11 Millionen US-Dollar (inflationsbereinigt 2025: ca. 70 Millionen US-Dollar) spielte der zwischen Frühling 1973 und Herbst 1974 produzierte Film an den weltweiten Kinokassen rund 31,5 Millionen US-Dollar (inflationsbereinigt 2025: ca. 184 Millionen US-Dollar) ein. Filmkritiker ordneten Barry Lyndon als Meisterwerk und Kunstwerk ein und lobten insbesondere die historisch authentisch wirkende visuelle Darstellung der aristokratischen Lebensverhältnisse des 18. Jahrhunderts. Kubricks für sieben Oscars nominierter Spielfilm  gewann den weltweit wichtigsten Filmpreis in den Kategorien Beste Kamera, Bestes Szenenbild, Bestes Kostümdesign und Beste Filmmusik (Adaption).

## Handlung
Die Handlung wird von einem allwissenden Erzähler aus dem Off kommentiert und vorausgedeutet. Der Film besteht aus zwei Teilen, die in Form von Zwischentiteln eingeleitet und von einer Intermission unterbrochen wurden. Am Ende steht ein kurzer Epilog, ebenfalls in Form eines Zwischentitels.

### 1. Teil
Text des Zwischentitels: Teil I – Mit welchen Mitteln Redmond Barry zum Namen und Titel des Barry Lyndon kam
Der junge irische Landadelige Redmond Barry verliebt sich in seine Cousine Nora. Weil sich der britische Offizier John Quin ebenfalls um deren Gunst bemüht, fordert er diesen zum Duell. Die Familie seiner Cousine, die in dem Offizier die bessere Partie sieht, manipuliert den Verlauf des Duells und lässt Redmond glauben, er habe seinen Gegner erschossen. Ausgestattet mit den Ersparnissen seiner Mutter muss Redmond in Richtung Dublin fliehen, wird aber auf dem Weg überfallen und ausgeraubt. Nun mittellos meldet er sich als Freiwilliger zur britischen Armee, die an der Seite Preußens im Siebenjährigen Krieg kämpft. Dort begegnet er seinem väterlichen Freund Captain Jack Grogan wieder. Bei einem Scharmützel in Deutschland wird dieser, unmittelbar neben Redmond marschierend, tödlich verwundet. Redmond hat nun genug vom Krieg; ein Ausweg bietet sich ihm, als er zwei badende Offiziere belauscht. Er erfährt, dass einer von ihnen eine Depesche für Bremen mit sich führt. Redmond nutzt die Gelegenheit, stiehlt die Uniform mit dem Dokument und versucht, ins neutrale Holland zu desertieren. Aber die Flucht misslingt: Er wird von dem preußischen Offizier von Potzdorf entlarvt und zum Dienst in der preußischen Armee gezwungen.
Redmond gelingt es, von Potzdorfs Gunst zu gewinnen, indem er ihm im Gefecht das Leben rettet. Er wird schließlich von dessen Onkel, einem Minister in Berlin, beauftragt, den irischstämmigen Chevalier de Balibari zu beobachten, der verdächtigt wird, ein Spion zu sein. Als Redmond sich dem Chevalier vorstellt, fühlt er plötzlich eine starke landsmännische Verbundenheit zu dem ebenfalls in der Fremde lebenden Iren. Redmond offenbart sich dem Chevalier und arbeitet von nun an als Doppelagent für den Chevalier und die Preußen. Als der Chevalier als Falschspieler in politische Verwicklungen gerät und des Landes verwiesen wird, setzt er sich mit Redmond aus Preußen ab. Die beiden ziehen als Falschspieler von einem europäischen Hof zum nächsten, Redmond kommt dabei die Aufgabe zu, die Gewinne einzutreiben.
Auf diesen Reisen lernt Redmond die reiche Gräfin Lyndon kennen und beginnt ein Verhältnis mit ihr. Der erste Teil endet mit dem Tod ihres kranken und betagten Gatten.

### 2. Teil
Text des Zwischentitels: Teil II – Enthält einen Bericht über das Unglück und die Katastrophen, welche Barry Lyndon widerfuhren
Der zweite Teil beginnt im Jahr 1773 mit der Heirat von Redmond und Gräfin Lyndon in England. Redmond nimmt den Namen Barry Lyndon an und zeugt mit der Gräfin einen Sohn, Bryan. Er gehört nun zur oberen Gesellschaftsschicht und verfügt über das beträchtliche Vermögen seiner Frau. Noch fehlt Barry allerdings ein eigener Adelstitel. Beim Tod seiner Ehefrau würde deren Sohn aus der ersten Ehe, Lord Bullingdon, Erbe des Vermögens.
Um vom König einen Adelstitel zu erhalten, setzt er große Geldbeträge ein, um sich bei Hofe bekannt und beliebt zu machen. Die Beziehung zu Lord Bullingdon ist aber immer stärker von Gewalt geprägt. Während eines Konzerts provoziert Bullingdon einen Eklat: Er betritt den Saal nur mit weißen Strümpfen an den Füßen, an der Hand führt er seinen kleinen Halbbruder, der Bullingdons viel zu große Schuhe trägt. Er stellt vor allen Gästen die Liebe seiner Mutter in Frage und verkündet, dass er sein Elternhaus verlassen werde. Außerdem provoziert und beleidigt er seinen Stiefvater. Daraufhin verprügelt dieser Bullingdon vor den Augen der zahlreichen Gäste.
Aufgrund dieser Entgleisung wird Barry Lyndon beim englischen Adel zur Persona non grata und zerstört seine Chancen auf den angestrebten Adelstitel. Verschuldet und verlassen muss Redmond überdies den Tod seines einzigen leiblichen Sohnes erleben, der vom Pferd gestürzt ist. Vom erwachsen gewordenen Stiefsohn wird er schließlich zu einem Duell gefordert; infolge einer dabei erlittenen Schussverletzung verliert er einen Unterschenkel. Letztlich wird er von Lord Bullingdon faktisch gezwungen, gegen den Erhalt einer auskömmlichen Jahresrente England für immer zu verlassen. Seine Frau folgt ihm nicht, er wird sie nie mehr wiedersehen. Er versucht nun erfolglos, seinen früheren Beruf als Falschspieler wiederaufzunehmen. Die Schlussszene zeigt, wie Lady Lyndon einen Scheck über die Jahresrente Redmonds ausstellt. Der Scheck ist auf das Jahr 1789 datiert, in dem sich durch die Französische Revolution gesellschaftlich und machtpolitisch das neue Zeitalter der Aufklärung endgültig seinen Weg bahnen wird.

### Epilog
Der Text des Zwischentitels lautet: Nachwort – Es war während der Regentschaft Georgs III., dass die vorerwähnten Personen lebten und stritten; gut oder böse, schön oder hässlich, arm oder reich, sie alle sind nun gleich.

## Sprache der Bilder

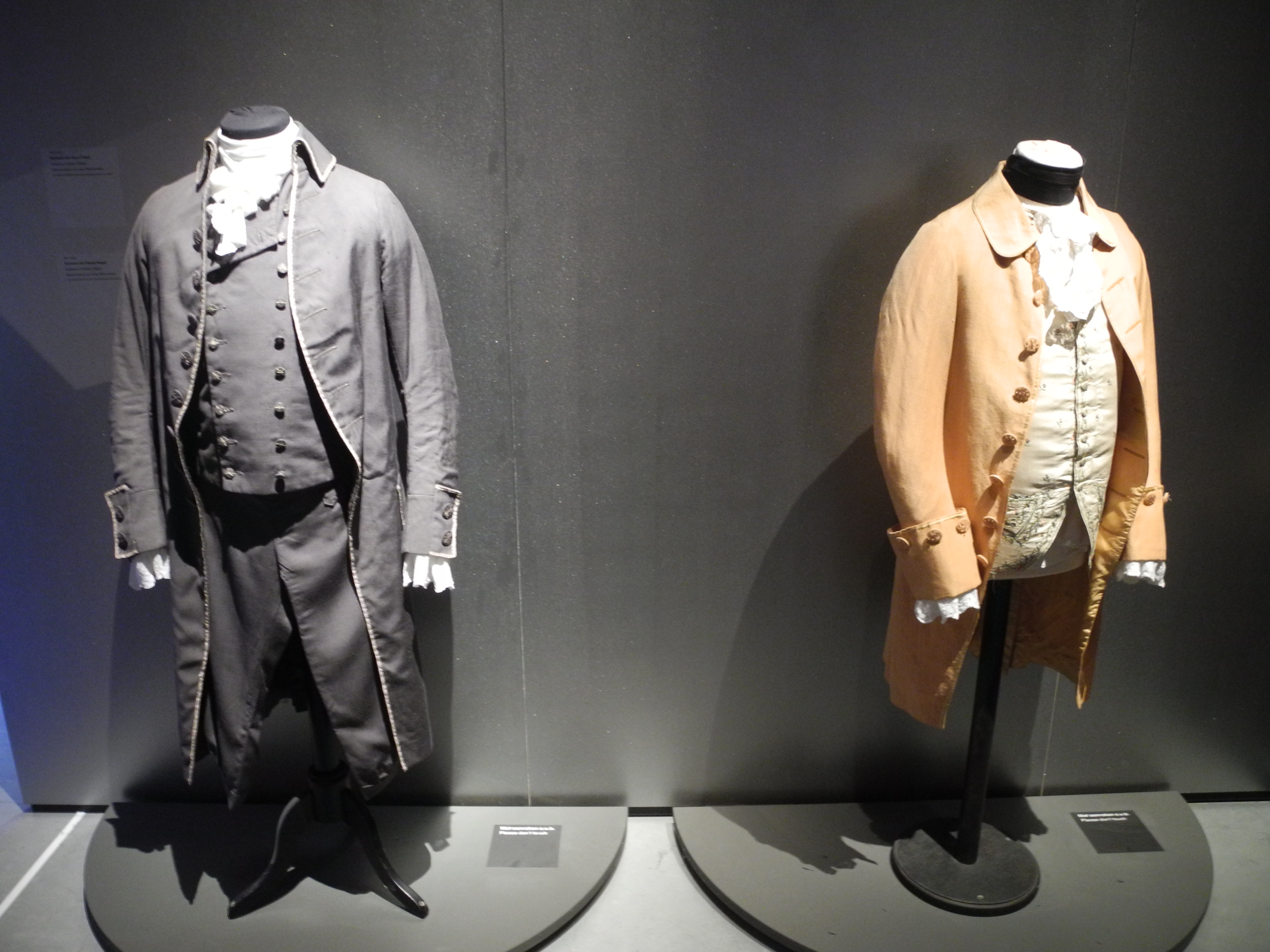
Zwei der Original-Kostüme in einer Vitrine

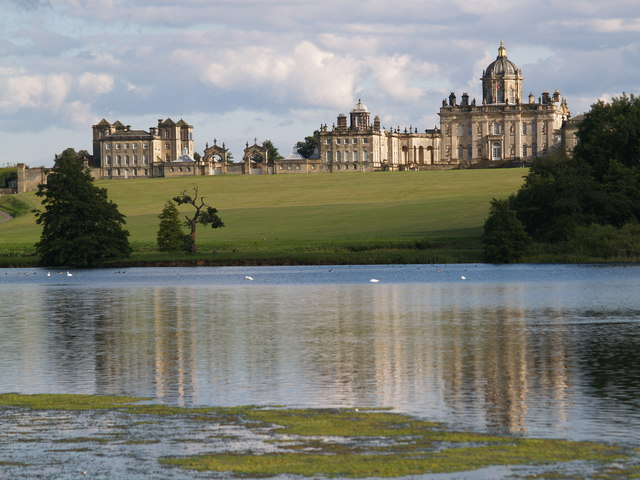
Einer der Drehorte: Castle Howard, England

Schon in der ersten Minute des Films weist Kubrick auf eines seiner wiederkehrenden Themen hin: Die Machtlosigkeit des Menschen gegenüber einem großen Plan der Dinge. Ohne jegliche Dramatik berichten der Voice-over und die Bilder vom Tod des Vaters bei einem Duell. Distanziert aus weiter Ferne aufgenommen, vermittelt die erste Einstellung bereits einen Vorgeschmack auf die filmische Darstellung der Geschehnisse. Die Figuren wirken klein, fast unbedeutend inmitten der dargestellten Natur. Was geschieht, scheint nur insofern wichtig zu sein, als dass es ausschlaggebend für den weiteren Verlauf der Geschichte und für die Filmfiguren ist. Viele Einstellungen beginnen mit einer Detailaufnahme. Dann zoomt die Kamera allmählich in die Totale und gibt den Blick auf die gesamte, kunstvoll aufgebaute Szenerie frei, die häufig wie ein Tableau vivant oder ein Gemälde wirkt. Diese Technik verstärkt bewusst den Stillleben-Charakter des erzählerischen Panoramas, von kleinen Menschen auf einer von Kubrick dargestellten großen Bühne des Schicksals, auch ästhetisch. Die von Kubrick verwendete Rückwärtsbewegung der Kameraeinstellung wird in diesem Film von ihm auf die Spitze getrieben, nahezu jede Szene wird mit einem Zoom rückwärts eingeleitet. Und er benutzt absichtlich einen Zoom und keine Rückwärtsfahrt der Kamera, was eine völlig andere Perspektive und auch Wirkung erzeugt hätte. Gleichzeitig wirkt der Film oft ganz absichtlich wie ein fotografiertes Gemälde: flach und ohne Tiefe. Oftmals bleibt der Film völlig wortlos, und die Bilder sprechen dann durchaus für sich.
Neben der Geschichte über den Auf- und Abstieg eines Mannes ist das Werk kein Film über das 18. Jahrhundert, sondern vielmehr über die Kunst in diesem. Viele von Kubricks großformatigen Aufnahmen sind Gemälden der damaligen Zeit nachempfunden, insbesondere von John Constable und Thomas Gainsborough. Gainsborough, sofern dem Filmzuschauer durch Porträt- und Landschaftsmalerei bekannt, wird erlebbar beim Betrachten von einigen von Kubricks Tableaux vivants im Film. So wie es Kubrick darstellt, werden lediglich auch weiterhin Gemälde und Kunst von einer Zeit berichten können, die es in dieser Form nicht mehr gibt, deren Gehalt jedoch bis heute spürbar ist und sich grundsätzlich in keiner Weise geändert hat. Was bleibt, ist Kunst, die eine längst vergangene Welt immer wieder neu erfahren lässt. Somit scheint die Kunst die einzige Möglichkeit zu sein, dem gnadenlosen Verschwinden einer Zeit, einer Epoche, und damit auch deren Menschen zu trotzen.
Barry Lyndon ist ein Film mit vielen Stationen. Barry wird zunächst als heißspornig Verliebter dargestellt, später als notorischer Lügner, Faustkämpfer, Soldat, Deserteur, Spitzel, Hochstapler, Falschspieler, Geldeintreiber, Mitgiftjäger, Verschwender und Emporkömmling. Dann endet der erste Filmteil, und er situiert sich als Ehemann. So wird der zweite Teil des Films eingeläutet, in dem Barry nicht mehr länger als Suchender auftritt, sondern als Mann am Ziel eines Weges. Anstelle unterschiedlicher Stationen und des Weges dorthin treten nun im Film geschlossene Räume und ein festes Zuhause in Form eines Schlosses auf.
Wenn der Regisseur das damalige Zeitalter mit einer umfassenden Akribie rekonstruierte, die darin gipfelte, dass Innenaufnahmen ausschließlich mit Kerzenlicht beleuchtet wurden, führt er aber nicht nur zur Annäherung an eine vergangene Lebenswelt, sondern macht gleichzeitig eine Distanz sichtbar, die den heutigen Filmzuschauer vom 18. Jahrhundert trennt, und stattet sie mit einer unüberbrückbaren Fremdheit aus. Beabsichtigt oder nicht, ist das Ergebnis dieser Bemühung um Authentizität jedoch nicht Realismus, sondern unter anderem eine seltsam irreale, schwebende Lichtstimmung, die ähnlich wie Risse und Vergilbung auf einem alten Ölgemälde zu einem visuellen Bestandteil der zeitlichen Distanz wird, die uns von den gefilmten Szenen auf Abstand zu halten scheint. Dies geschieht auch als visueller Gegenkontrast zu der Theorie der Aufklärung von Aufklaren und Erhellen eines vorher angeblich finsteren Mittelalters. Die symbolisch aufgeladenen Innenaufnahmen im Halbdunkel des Kerzenscheins entfalten bei Kubrick zudem die Morbidität eines zerfallenden Kunstwerkes oder die einer sich bereits in Auflösung befindenden Zeit.

## Filmmusik
Nachdem Kubrick schon in seinem Science-Fiction-Film 2001: Odyssee im Weltraum einen Strauß-Walzer als Filmmusik verwendet hatte, kamen auch in Barry Lyndon bereits bestehende Musikstücke zum Einsatz. Der Soundtrack des Films enthält Werke von Georg Friedrich Händel, Johann Sebastian Bach, Antonio Vivaldi, Giovanni Paisiello, Wolfgang Amadeus Mozart und Franz Schubert. Diese Musikwerke hatten schon zum Zeitpunkt der Filmhandlung existiert, bis auf das von Schubert (* 1797). Dazu kam traditionelle irische Musik der Gruppe The Chieftains. Bei der Verwendung des Hohenfriedberger Marsches ist Kubrick allerdings ein historischer Fehler unterlaufen: Der in einer Wirtshausszene von den preußischen Soldaten gesungene Text ist erst in der Mitte des 19. Jahrhunderts der Marschmelodie unterlegt worden. Das Stück, das am meisten mit dem Film assoziiert wird, ist Händels Sarabande (aus der Suite in d-Moll HWV 437).

## Literarische Vorlage

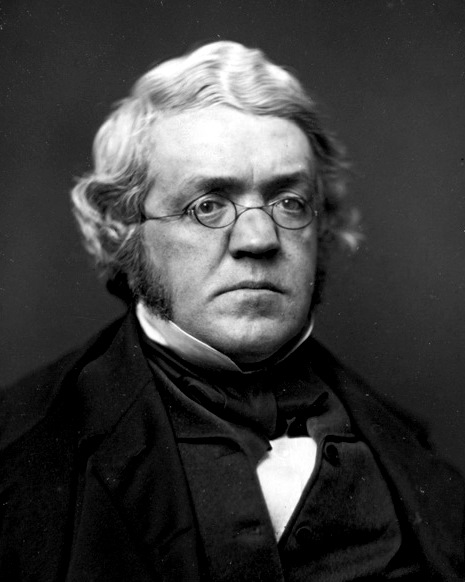
William Makepeace Thackeray gilt neben Charles Dickens und George Eliot als bedeutendster englischsprachiger Romancier des Viktorianischen Zeitalters

Im Gegensatz zu Kubrick verwendet die Romanvorlage von William M. Thackeray die Ich-Erzählweise, die eine unmittelbare Identifikation des Lesers mit Lyndon zulässt oder sogar fordert. Was Kubrick mit Thackeray über den satirischen Unterton des Erzählers hinaus verbindet, ist das Misstrauen gegenüber den Machthabern und die Überzeugtheit von deren Nutzlosigkeit, die sich lediglich in verschiedenen Epochen manifestieren und dementsprechend ihrer jeweiligen Zeit geschuldet voneinander unterscheiden. Kubrick war sich bewusst, dass die verquere und teils absichtlich falsche Darstellung der Zeit-Geschichte Barrys in Thackerays Roman auf der Leinwand in Verbindung mit den dort zur Erzählung nicht übereinstimmenden Bildern später beim Publikum nicht gut angekommen wäre. Deshalb berichtet der Erzähler im Film objektiv und auch passend zu den zu sehenden Bildern. Während im Roman die Geschichte eher flott und humorvoll erzählt wird, betont im Film der Off-Erzähler eher die Tragik des Geschehens – wenn auch mit gelegentlich satirischem Unterton.
Thackerays Zeitgenossen brachten dem Roman einst wenig Sympathie entgegen. Das hatte viel damit zu tun, dass seine irische Hauptfigur, getreu der Tradition der Schelmenromane, ein erkleckliches Maß an unangenehmen Eigenschaften besaß, sich um Moral und Kultur wenig scherte, notfalls Brutalität an den Tag legte und dadurch die letzten knapp zwanzig Lebensjahre im Londoner Fleet-Gefängnis verbrachte. Thackerays Kunstgriff besteht darin, Barry Lyndons abenteuerliche, quer durch das Europa zwischen 1760 und 1785 führende Geschichte als fiktive Autobiografie anzulegen. Der prahlende Autobiograf ist das Musterbeispiel eines unzuverlässigen Erzählers. Es liegt somit beim Leser, das Berichtete einzuschätzen und selbständig zu einem Urteil über Lyndon zu kommen. Denn der Roman hat einen Erzähler, der mehrmals sogar selbst erwähnt, dass nicht alles stimmen muss, was er sagt. Der Romanerzähler ersetzt einfach historische Genauigkeit durch Berichte, die ihm angeblich zugetragen wurden. Die Figur eines Anti-Helden wie die des Barry war für die Zeit Thackerays eine Neuerfindung.
Thackeray brilliert im Roman durch satirischen Witz, quasi kosmopolitischen Zugriff und ausschweifende Lust an Milieubeschreibungen. Der Roman Die Memoiren des Junkers Barry Lyndon zählt zur großen Literatur des europäischen Realismus – wenn auch Thackeray es mit der Popularität seines Landsmanns (und Konkurrenten) Charles Dickens, zumindest im deutschsprachigen Raum, an Bekanntheit nicht aufnehmen kann. Hierzulande geht die Kenntnis seines Gesamtwerkes selten über den Roman Jahrmarkt der Eitelkeit hinaus. Obwohl die – 1844 zuerst als Fortsetzungsroman und 1856 in Buchform erschienene – Memoirenerzählung durch Kubricks Verfilmung einiges an Aufmerksamkeit erfuhr, blieb sie weiterhin von einer breiten Leserschaft unbeachtet.
Inspiriert war der Roman von realen Vorbildern, aber auch von den Lebensgeschichten Giacomo Casanovas und Beau Brummells. Das Duell gegen Ende des Films findet in der Romanvorlage nicht statt, genauso fehlen die beiden im Fluss badenden homosexuellen Soldaten.

## Interpretation
Auch in anderen Filmbeispielen unterschiedlichster Genres und Handlungsrahmen nutzt Kubrick Architektur, Mode und Bildende Kunst des 18. Jahrhunderts als Elemente in einer Art Ikonographie, ohne dabei auch ein Spiegel der damaligen Literatur, Unterhaltung und damit des damals aus philosophischer Sicht vorherrschenden Zeitgeistes zu werden. Der barocke Pessimismus des 17. Jahrhunderts wurde noch geprägt vom Gedanken, dass alles Irdische vergänglich sei. Mit Beginn der Aufklärung im 18. Jahrhundert entstand eine optimistischere Sichtweise, indem die Endlichkeit alles Irdischen nun positiv als Voraussetzung von Fortschritt angesehen wird. Trotz der weit verbreiteten Thesen der Aufklärung herrschte noch die längste Zeit in diesem Jahrhundert fast unangefochten der Adel, in einigen Ländern in der Manier des Absolutismus.
Es gibt in ganz verschiedenen Filmen Kubricks barocke Elemente, wie beispielsweise das Schloss als Ikone in Wege zum Ruhm (1957); einen weißen, steril inszenierten Raum „white room“, eingerichtet im Stil des 18. Jahrhunderts, am Ende von 2001 (1968); eine finale, für das Ancien Régime bezeichnende Visions-Szene in Uhrwerk Orange (1971).
Das Werk Barry Lyndon ist insgesamt ein Gemisch bildhafter Einflüsse dieses Jahrhunderts, der Epoche der Aufklärung, auf das Schaffen Kubricks. Aber Kubrick stellt den Menschen an sich und auf seine Art als klein, hilflos und beinahe unbedeutend dar. Inmitten dieser Zusammenhänge steht der Mensch in einem Gemisch aus Aufklärung, Wissenschaft, Kultur, Kunst und einer übergeordneten Macht – wie im „white room“ filmisch dargestellt, ohne wirkliche Möglichkeit zum Eingriff in einen vorausgesetzten großen Plan der Dinge (Schicksal).

„Kubricks künstlerische Auseinandersetzung mit Aufklärung gilt weniger der konkreten historischen Epoche als vielmehr ihrem modellhaften Charakter. Wenngleich die angeführten Zitate eindeutig auf einen bestimmten historischen Kontext verweisen, so verbirgt sich hinter ihnen letztlich der Versuch, jenes modellhafte Weltaneignungsprinzip, das wir Aufklärung zu nennen gewohnt sind, filmisch sichtbar zu machen.“

Die Ära der Aufklärung scheint eine gewisse Faszination auf ihn ausgeübt zu haben, aufgrund ihrer totalen Verhaftung in den Prinzipien der reinen Vernunft, was aber gleichzeitig wohl für ihn eine gewisse Ernüchterung mit sich brachte. Stellt der Zuschauer die Frage, inwiefern der Film Prinzipien der reinen Vernunft anwendet, findet er dort Vernunft nur, wenn er diese mit der emotionslosen Erzählweise und den in ihren Emotionen für Hollywood-Filmproduktionen in ihrem Inneren doch recht gefasst wirkenden Darstellern gleichsetzt. Die im Verlauf der Handlung zunehmende Eliminierung von Gefühlen ist von Kubrick beabsichtigt; ob dies mit wirklicher Vernunft gleichzusetzen ist, bleibt fraglich. Bei der Betrachtung inhaltlich-thematischer Aspekte wiederholen sich etliche Eckpunkte im Verlauf seiner Filme, wie das Thema der Entmenschlichung in ihren verschiedenen Varianten. In diesem Film wird diese explizit durch Zurückdrängung von Emotionen in Form von Distanz, Abgeschlossenheit, Determiniertheit, Starre und nicht zuletzt in Gestalt von Gewalt realisiert. Eine der Ausnahmen bilden die Szenen der Eheleute mit ihrem Kind. Insgesamt ist aber sogar das Mienenspiel der Akteure durch die dicken und ihrer Zeit durchaus entsprechenden Puderschichten eingeschränkt und wirkt auch dadurch maskenhaft.

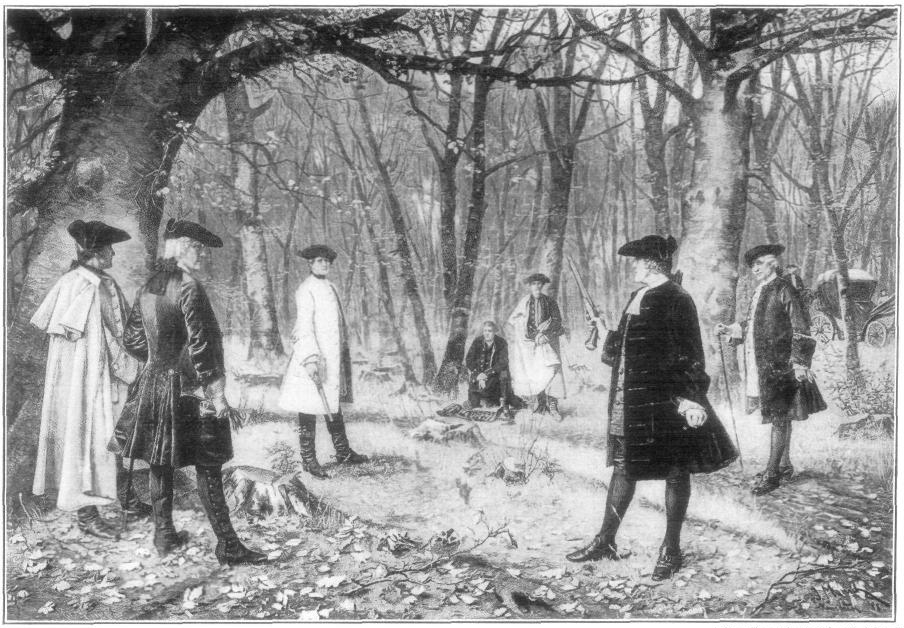
Manipuliertes Duell zwischen Alexander Hamilton und Aaron Burr (1804), am Ufer des Hudson im Wald von Weehawken im Staat New Jersey – noch in der Kleidung des 18. Jahrhunderts

Eine weitere zentrale Szene, die eine Ausnahme bildet, ist das Duell mit seinem Stiefsohn. Hier wird Lyndon erneut eindeutig sympathisch dargestellt. Er steht einem emotional Schwächeren gegenüber, in diesem Augenblick fallen die Masken. Nicht Bullingdon ist hier in der Betrachtung ein Gentleman, für den er und seinesgleichen sich nur ausgeben, sondern Lyndon. Die Szene lässt sich aber noch als etwas anderes deuten, in Richtung Freiheit und Individualität. Alle bisherigen Entscheidungen Barry Lyndons waren mehr oder weniger erzwungen: aus den Situationen heraus, von anderen auferlegt, durch seinen Charakter bestimmt. Bullingdon feuert zu Duellbeginn unversiert und emotional eingeschränkt seinen Schuss unbeabsichtigt vor die eigenen Füße. Lyndons Entscheidungsmöglichkeit scheint in dieser Situation zum ersten und letzten Mal frei. Er entscheidet sich, seinen Schuss neben sich, auch in den Boden, zu feuern. Auch als Bullingdon nun erneut einen Versuch startet, scheint es Lyndons freie Entscheidung zu sein, sich dem zu stellen. Ob Lyndon sich dabei wirklich mehr als Gentleman und edel entscheidet, als Spieler sein Los herausfordernd oder als jemand, der vor seinem Schicksal bereits resigniert hat, bleibt fraglich.
Ein Duell war damals grundsätzlich darauf angelegt, das Schicksal entscheiden zu lassen. Seit am Ausgang des Mittelalters sowohl der Gerichtskampf als auch die ritterliche Fehde bedeutungslos geworden waren, entwickelte sich das neuzeitliche Duell, das wesentliche Elemente beider Auseinandersetzungsformen übernahm und weiterentwickelte, bis hin zu einer regelrechten Mode. Indem der Zweikampf aus dem Rechtsleben in den privaten Bereich verlagert wurde, ging zumindest die schicksalhaft-religiöse Dimension der Entscheidungsfindung allmählich verloren und wurde durch den ständischen Ehrbegriff ersetzt. Gezogene Läufe bei Duellpistolen etwa und somit auch auf Distanz treffsichere Waffen galten besonders in England als unsportlich. Ein Duell sollte aber auch dort keinen Wettkampf darstellen, sondern einen Schicksalsentscheid.
Lyndon ist weniger als Person als vielmehr als Medium, Vermittler zwischen den Elementen der Struktur dieser Gesellschaft, filmisch angelegt. Dadurch erscheint er als notwendiges Übel und ist zugleich kein wirklicher Teil von ihr. Die Handlung erscheint ohnehin beinahe nichtig gegenüber dem üppigen Dekor: Es geht um einen Mann, der Karriere macht, indem er die Leichtgläubigkeit und zugleich die frivole Skrupellosigkeit seiner Epoche bedingungslos annimmt und ausnutzt. Lyndon und Lady Lyndon finden im zweiten Filmteil ihr Leben für kurze, verhängnisvolle Zeit in einem radikalen Stilwillen ihrer Epoche, sie wollen reine Form ohne Inhalt, Masken ohne Charakter genau im Stil ihres Jahrhunderts werden, genauso wie Individualität und historische Moral ihrem Jahrhundert in Wirklichkeit ein Gräuel ist und der schöne Schein alles. Der Film erzählt vier emotionale Stadien der Hauptfigur Barry Lyndon: Naivität, Zynismus, Ignoranz und Zärtlichkeit. Der Pessimismus Kubricks besteht wohl nicht so sehr in der dargestellten Unabdingbarkeit, durch die seine Hauptfigur zu Fall kommt, sondern darin, dass sein Fall erst mit einer emotionalen Läuterung beginnt. Dem Zuschauer begegnet in Lyndon eine desaströse Figur in einer kaputten Gesellschaft, die aber kaum besser ist als er; und genauso wie er sie ausnutzt, wird er von dieser bei dem Versuch, den Titel „Lord“ zu erhalten, ebenfalls schamlos ausgenutzt. Lyndon ist eine morbide Figur, genauso wie das Gesellschaftssystem seiner Zeit, und dieses ist wiederum – genauso wie er – unweigerlich dem Untergang geweiht. Zu Beginn der Handlung, als Verliebter, achtet er die Regeln des gesellschaftlichen Decorums geringer als seine Leidenschaft. Erst mit dem Vorantreiben seines sozialen Aufstieges beginnt diese emotionale Integrität zu schwinden. Das Schickliche und Angemessene der Gesellschaftsnorm als Mittel zum Aufstieg ersetzt diese Integrität zunehmend.
Bei seiner Verfilmung des Romans hielt Kubrick sich nicht streng an diesen, sondern beschränkte sich auf einige Handlungsstränge daraus. Während Thackeray den Roman in der Ich-Form aus der Perspektive des Protagonisten schrieb – in der europäischen Tradition der Schelmenromane Spaniens des 16. Jahrhunderts –, ist im Film ein distanzierter Sprecher aus dem Off zu hören. Die teilweise ungewohnt langsam ablaufende Handlung wird im Film mehr erzählt als gezeigt. Es entsteht der Eindruck, als wollte Kubrick damit die Langsamkeit des Lebens im 18. Jahrhundert mit der heutigen Schnelllebigkeit, die sich auch und besonders im heutigen Film wiederfindet, kontrastieren. Was in der Beschreibung der Handlung wie ein Schelmenroman oder ein Abenteuerfilm erscheinen mag, wird unter der Regie Kubricks zu einem in seiner Konsequenz einmaligen Gesellschaftsgemälde. Dabei ist der Film nicht in erster Linie daran interessiert, eine spannende Geschichte zu erzählen. Auch Lyndons Ende und sein vergebliches Bemühen, in der sozialen Hierarchie aufzusteigen, zeichnet sich frühzeitig ab. Wie so oft bei Kubrick betrachtet der Zuschauer ein Individuum im Kampf gegen eine feindliche Umwelt, ein Kampf, der von Anfang an als hoffnungslos dargestellt wird. Der Erzähler nimmt schon ab Filmbeginn teilweise den Ausgang der Szene vorweg, wodurch einerseits Spannung eliminiert und andererseits sofort ein Eindruck von Unvermeidlichkeit und Abgeschlossenheit erzeugt wird. Auffällig ist, dass der Anfangspunkt des Films die einzige Stelle ist, an dem der Erzähler unmissverständlich in der Möglichkeitsform spricht. Alle weiteren erzählten Passagen greifen genauso vor, räumen aber keinen Spielraum für die Frage „Was wäre, wenn?“ ein. Kubrick schreibt dem Zuschauer dadurch zum einen seine Sichtweise auf Lyndon vor, zum anderen belegt der ironische Unterton in der Sprechweise des Erzählers, der behauptet, dass Redmond Barrys Vater eine glänzende Zukunft vor sich hätte haben können, wäre er nicht in einem Duell, das sich am Streit um den Kauf einiger Pferde entzündet hatte (also an sich einer Lappalie, was den lächerlichen Aspekt noch verstärkt), getötet worden. Schon hier wird Bezug darauf genommen, dass der Verlauf, den auch Redmond Barrys Leben nehmen wird, vorgezeichnet ist. So überrascht es den Zuschauer nicht, wenn im ersten Filmteil die Umstände der Zeit, seine Herkunft und sein Charakter genauso sein Schicksal bestimmen wie auch im zweiten Teil, als er – wenn auch in vielen Punkten kontraproduktiv – den Versuch unternimmt, dieses dadurch selbst zu bestimmen, dass er einen Adelstitel anstrebt.
Der Aufbau des Films gleicht einer Dreieckskonstruktion, an deren Ecken die drei entscheidenden Faktoren im dargestellten Lebensweg Lyndons und für Kubrick wohl auch der Zeit, in der seine Film-Handlung angesiedelt ist, liegen. Es sind Liebe, Krieg und Geld, welche die drei Eckpfeiler des Films bilden. Nach Kubricks Darstellung bestimmen diese drei Dinge auch das menschliche Suchen heutzutage. Alles Streben, Handeln und Leiden wird von Kubrick jedoch mit oben zitierten Epilog am Ende relativiert und beinahe zynisch für nutzlos erklärt.
Die Tatsache, dass der zeitliche Rahmen des Films mit dem Beginn der Französischen Revolution und den Worten „nun sind alle gleich“ endet, ist von Kubrick bewusst gewählt worden. Im Film ist das genaue Gegenteil von „Freiheit, Gleichheit und Brüderlichkeit“, den Schlagworten des epochalen Ereignisses, dargestellt. Mit der am Filmende erwähnten beginnenden Revolution und mit dem Hinweis darauf, dass sicherlich nun alle Protagonisten schon lange tot sind, werden zwei große Gleichmacher ins Spiel gebracht – ein klarer Verweis darauf, dass sowohl in der Französischen Revolution als auch im Tod Klassenunterschiede keine Rolle mehr spielen.

## Hintergrund

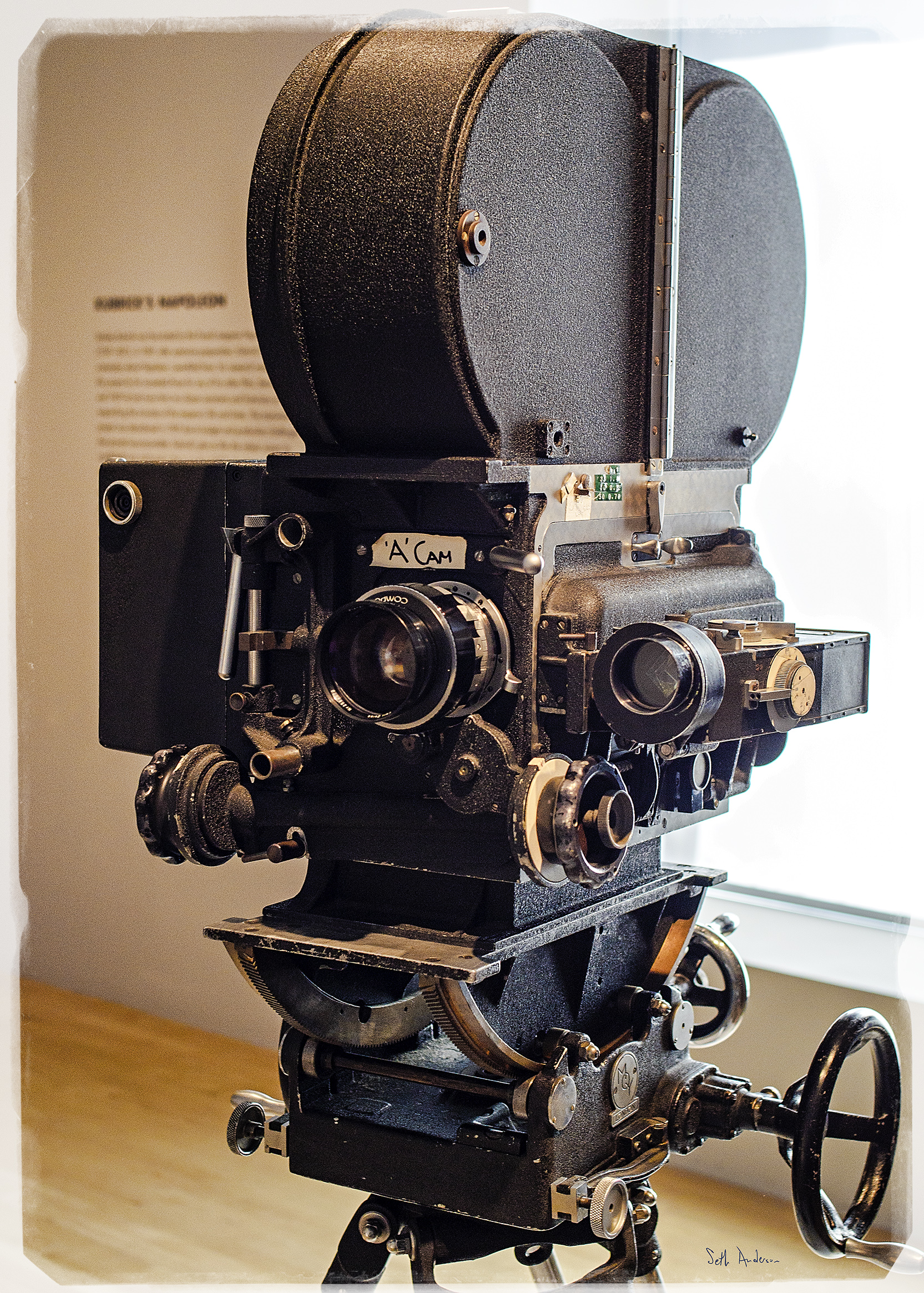
Kamera A mit Zeissobjektiv, wie sie für Barry Lyndon genutzt wurde

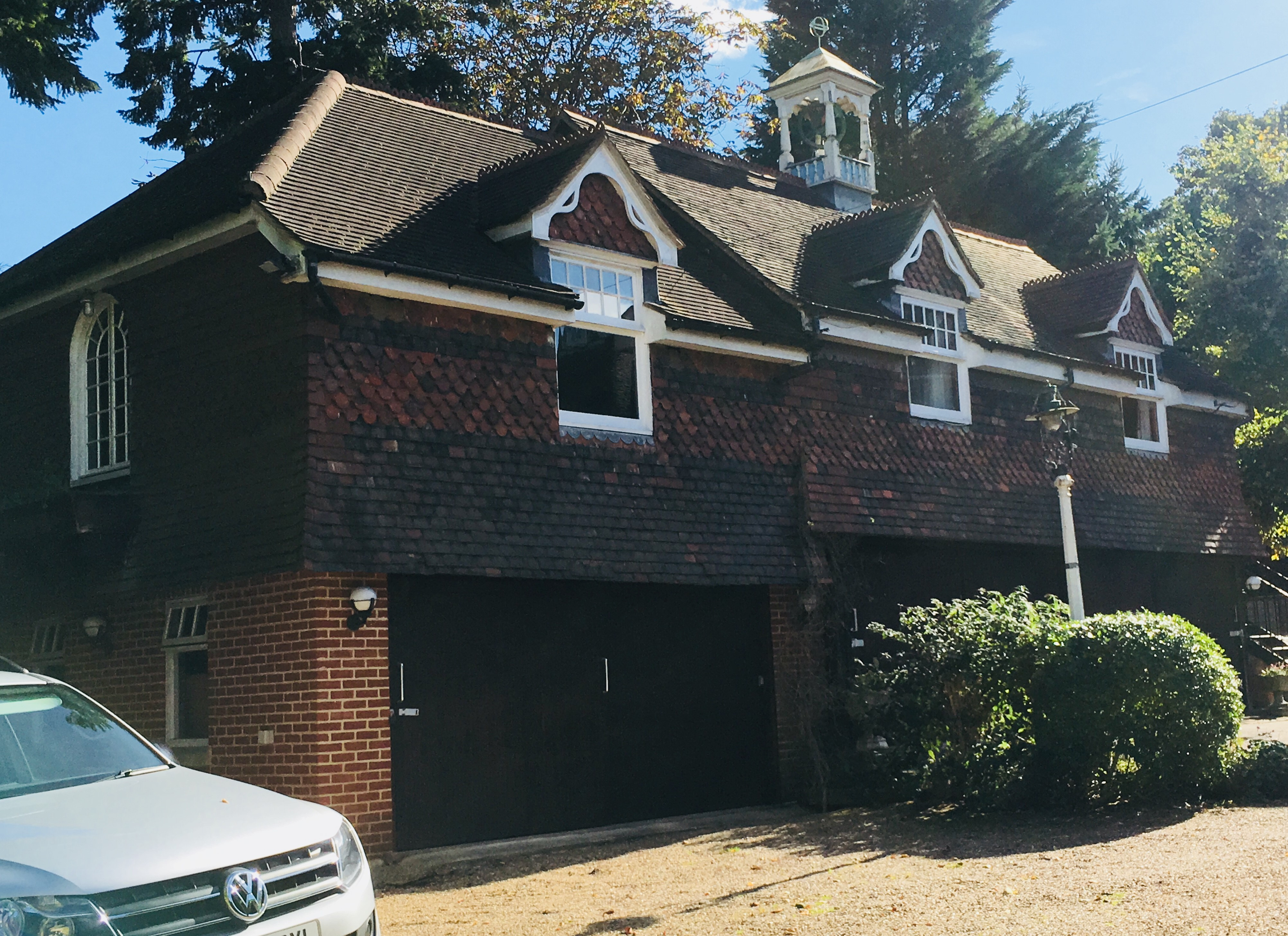
Stanley Kubricks Gästehaus in Abbots Mead, Borehamwood, in dem er Barry Lyndon geschnitten hat

Kubrick plante lange, ein Filmepos über Napoleon Bonaparte zu drehen. Nachdem er aber von dem Film Waterloo des Regisseurs Sergei Bondartschuk erfahren hatte, der dasselbe Thema behandelte, gab er diesen Plan auf. Barry Lyndon beruht zum Teil auf den ausgiebigen Recherchen, die Kubrick für den geplanten Napoléon-Film angestellt hatte.
Die Filme, die Kubrick in den 15 Jahren vor Barry Lyndon gedreht hatte – Lolita, Dr. Seltsam, 2001 und Uhrwerk Orange –, hatten alle Anlass zu heftigen Diskussionen gegeben. Barry Lyndon fiel da gewissermaßen aus der Reihe: Weder war die Handlung eine offene Provokation, noch enthielt der Film viele revolutionäre Neuerungen wie 2001. Kubrick versuchte dagegen, mit Barry Lyndon die Schönheit barocker Malerei und Musik filmisch erlebbar zu machen und das Leben jener Zeit authentisch wiederzugeben. Die spektakulären Bilder, die stark an Porträts aus der Zeit erinnern, sind es denn auch in erster Linie, für die Barry Lyndon bekannt ist. Um die Stimmung von Rokokobildern authentisch wiederzugeben, drehte Kubrick einige Szenen vollständig bei Kerzenlicht, also ohne elektrische Beleuchtung. Möglich wurde dies durch die Verwendung eines extrem lichtstarken Objektivs (Planar 0,7/50 mm), das ursprünglich von Carl Zeiss für die NASA hergestellt worden war. Zusätzlich wurde extrem lichtempfindliches Filmmaterial verwendet, um die schwierigen Aufnahmen zu ermöglichen, die zuvor undenkbar schienen. Dennoch musste der Film um eine Blendenstufe unterbelichtet werden, was allerdings durch geänderte Verfahren bei der chemischen Entwicklung des Films in Grenzen kompensiert werden konnte. Diese sogenannte Push-Entwicklung hat allerdings unter anderem auch einen wesentlichen Einfluss auf Kontrastumfang und Farbwiedergabe, der bei Barry Lyndon deutlich erkennbar ist. Letztendlich jedoch als Stilmittel eingesetzt, ermöglichte dies eine bisher nie dagewesene Bildstimmung. Aber nicht ohne Grund steigt die Anzahl der verwendeten Kerzen in jeder Nachtszene im Film kontinuierlich an.
Ein weiterer Hintergrund war: Die Bekleidungen der Filmdarsteller wurden zwar entweder als alte Originale auf Auktionen erworben, von privaten Sammlern und Museen ausgeliehen oder den Gemälde-Vorbildern nachgeschneidert. Für die Rekonstruktionen ließ Kubrick sogar in Irland, Frankreich, Italien und Indien nach Stoffen forschen, die denen des 18. Jahrhunderts entsprachen. Bei diesen Vorbereitungen entdeckte er aber, dass Stoffe und Farben jener Zeit bei elektrischem Licht oft ganz anders wirkten als auf den überlieferten Gemälden. Noch während der Produktion entschied er deshalb, zur allgemeinen Überraschung, alle Nachtszenen bei Kerzenlicht zu drehen.
Barry Lyndon wurde in Irland, England, der Bundesrepublik (Residenzschloss Ludwigsburg) und der DDR (Neues Palais in Potsdam) auf 35-mm-Film aufgenommen. Die Communs des Neuen Palais am westlichen Ende vom Park Sanssouci sollten dabei Unter den Linden repräsentieren, das Neue Palais selbst hielt von innen und außen als Berliner Schloss her. (1763, zum Zeitpunkt der Filmhandlung, wurde mit dem echten Bau des Neuen Palais unter Friedrich dem Großen begonnen.) Auch das in Schottland gelegene Dunrobin Castle ist zu sehen.
Es ist der einzige Film von Stanley Kubrick, der seine Produktionskosten an den Kinokassen zunächst nicht wieder eingespielt hat. Seit diesem wirtschaftlichen Flop musste auch Kubrick mit seinen Filmen Testvorführungen machen.
Seit Juli 2016 ist der Film auf Initiative des British Film Institute zu seinem 41. Jahrestag erneut in ausgewählten britischen Kinos zu sehen.

## Kritiken
„Kubricks konsequenter Stilwille und der bis ins Detail künstlerisch kontrollierte Aufwand machen diesen Film zu einem großen, vielschichtigen Zeitporträt, in dem sich private und gesellschaftliche Dimensionen nahtlos verbinden.“

„In seiner kühnen Verfilmung der melodramatischen Fabel voller Amouren, Intrigen und Duelle verstößt Kubrick so rigoros gegen die merkantilen Inszenierungskonventionen Hollywoods, daß nicht nur die Manager von Warner Bros. ins Staunen kamen. Die Tatsache, daß dieser Film überhaupt finanziert wurde und ins Kino kommt, sei, so die New York Times, ‚ebenso verblüffend‘ wie die Form des Films. […] Kubrick wollte einen Film machen, durch den sich der Zuschauer optisch und emotional ins 18. Jahrhundert versetzt fühlt; der Film sollte wirken, als hätte ihn ein Filmemacher im 18. Jahrhundert inszeniert. Dabei sind Kubrick Bilder gelungen, wie man sie im Kino bislang nicht gesehen hat.“

„Was Kubrick schlicht die ‚interessanten visuellen Möglichkeiten‘ der Vorlage von Thackeray nennt, geriet ihm zu einem epischen Panorama visueller Prachtentfaltung, das selbst den delirischen Trip zu den Sternen in ‚2001: Odyssee im Weltraum‘ in den Schatten stellt. […] Im wesentlichen folgt Kubrick getreulich der Vorlage von Thackeray. Doch über die Veränderung der Erzähl-Perspektive hinaus gibt es einige signifikante Veränderungen. Das finale Duell zwischen Barry Lyndon und Lord Bullington, seinem Stiefsohn, findet im Roman nicht statt. Bei Thackeray endet Barry, ganz prosaisch, im Schuldturm. Kubrick hat statt dessen ein sechs Minuten langes, sich bis zur Unerträglichkeit steigerndes Crescendo der Angst erfunden, begleitet und kommentiert von einer Sarabande Händels.“

## Auszeichnungen
Oscarverleihung 1976:

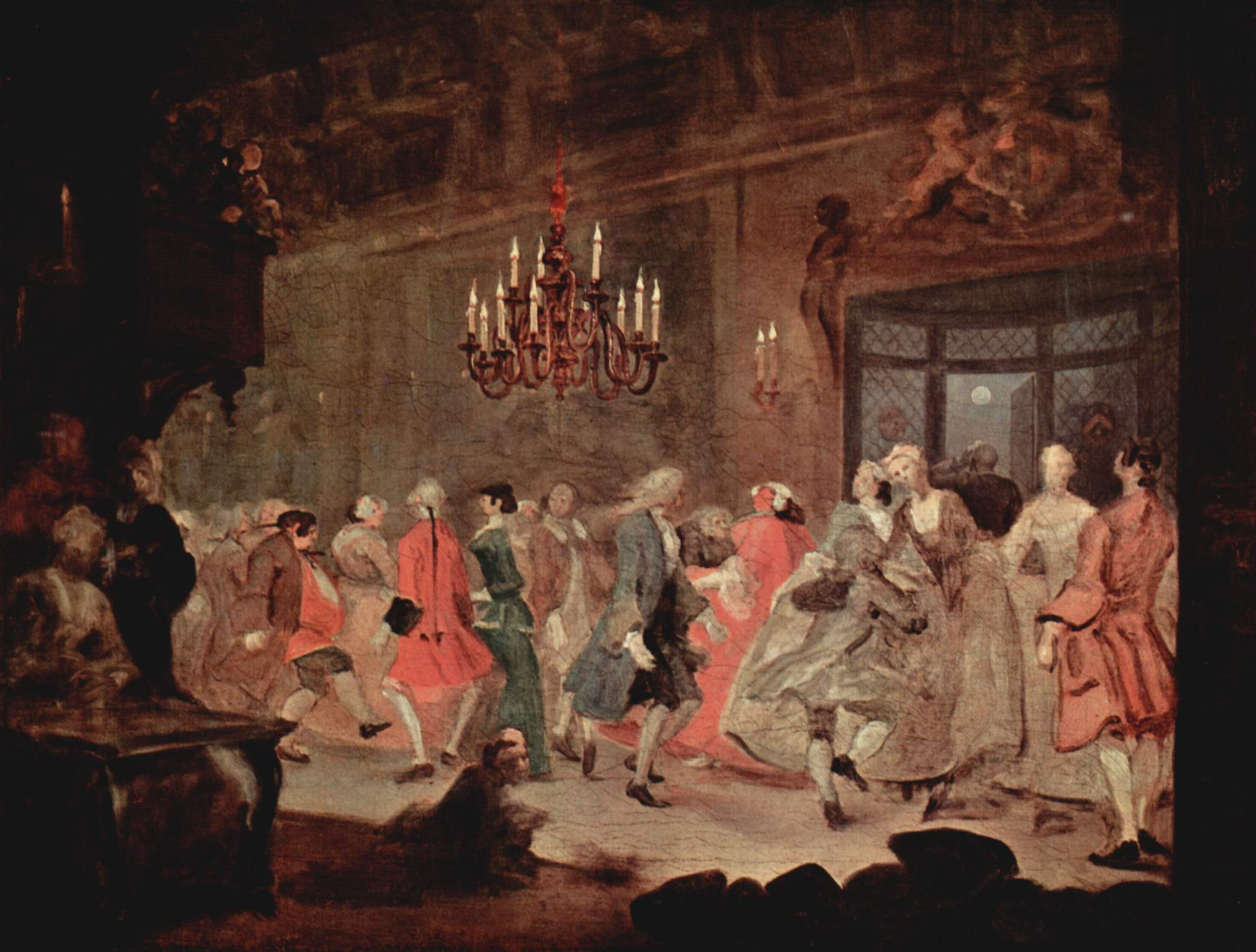
Unter anderem William Hogarths Gemälde The Country Dance (ca. 1745) diente als Vorlage für den Film.

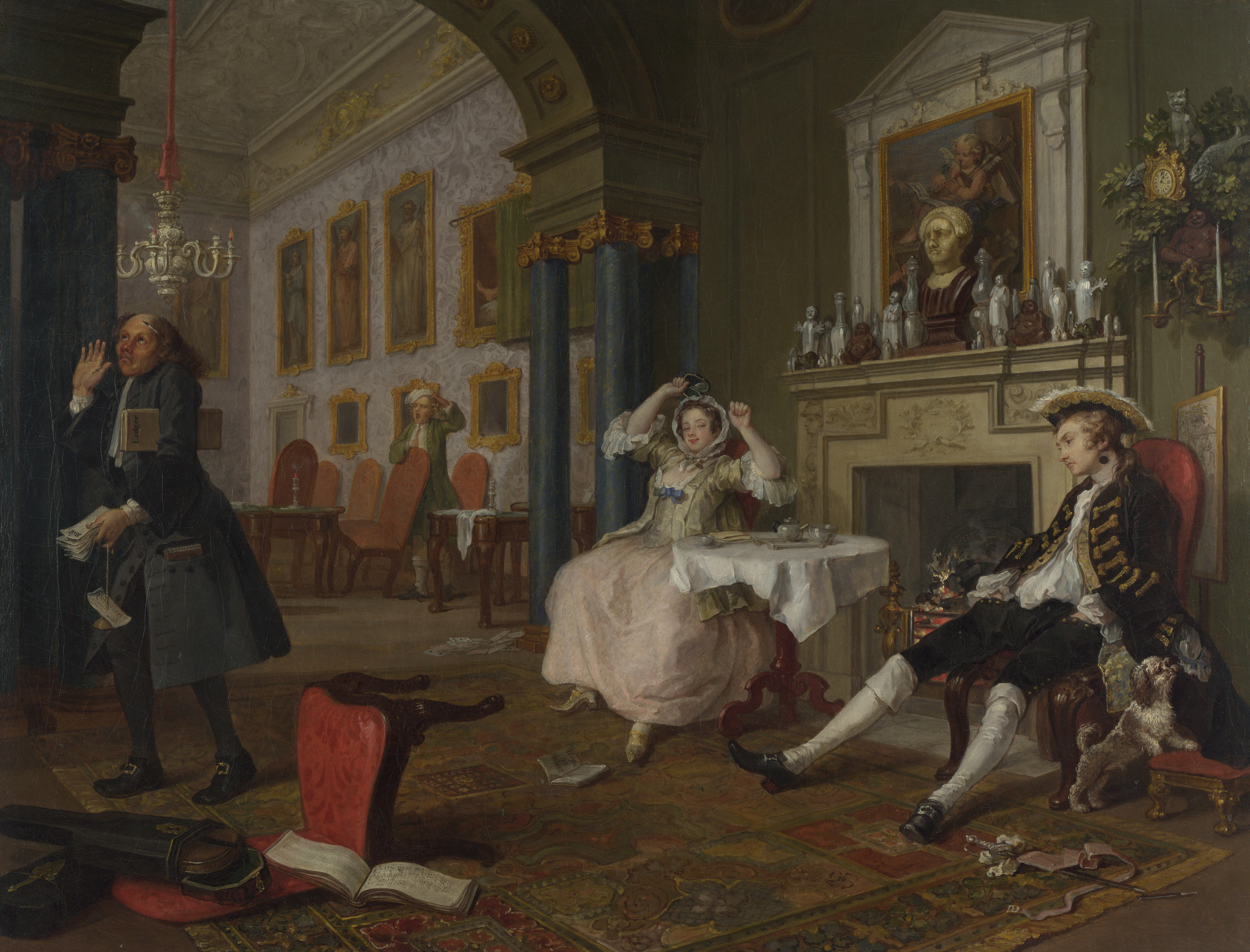
Ölgemälde Hogarths mit offensichtlichen Parallelen zum Film: The Tête à Tête (ca. 1743)

- Beste Ausstattung – Ken Adam, Roy Walker und Vernon Dixon
- Beste Kamera – John Alcott
- Bestes Kostümdesign – Ulla-Britt Söderlund und Milena Canonero
- Beste Musikadaption – Leonard Rosenman

Kubrick wurde in drei Kategorien für den Oscar nominiert:
- Bester Film
- Beste Regie
- Bestes adaptiertes Drehbuch

Barry Lyndon gewann zudem:
- National Board of Review NBR Award: Bester englischsprachiger Film und Beste Regie
- Britischer Filmpreis: Beste Regie und Beste Kamera
- Los Angeles Film Critics Association Awards: Beste Kamera

Der Film wurde außerdem 2005 in die Time-Auswahl der besten 100 Filme von 1923 bis 2005 gewählt.

## Synchronisation
Die deutsche Synchronisation entstand 1976 unter der Regie von Wolfgang Staudte.
| Rolle                      | Darsteller      | Synchronstimme          |
| -------------------------- | --------------- | ----------------------- |
| Redmond Barry/Barry Lyndon | Ryan O’Neal     | Jörg Pleva              |
| Lady Lyndon                | Marisa Berenson | Katrin Miclette         |
| Hauptmann Potzdorf         | Hardy Krüger    | Hardy Krüger            |
| Reverend Samuel Runt       | Murray Melvin   | Hans Clarin             |
| Lord Bullingdon            | Leon Vitali     | Andreas von der Meden   |
| Lt. Jonathan Fakenham      | Jonathan Cecil  | Wolfgang Draeger        |
| Barrys Mutter              | Marie Kean      | Tilly Lauenstein        |
| Captain Grogan             | Godfrey Quigley | Gottfried Kramer        |
| Bryan Patrick Lyndon       | David Morley    | Scarlet Cavadenti       |
| Chevalier de Balibari      | Patrick Magee   | Friedrich W. Bauschulte |
| Lord Wendover              | André Morell    | Hans Paetsch            |
| Erzähler                   | Michael Hordern | Siegmar Schneider       |